# イゴール・ズラタノヴィッチ
イゴール・ズラタノヴィッチ（Igor Zlatanović  ,  1998年2月10日 - ）は、セルビア・ズラティボル郡ウジツェ出身のプロサッカー選手。マッカビ・ネタニヤFC所属。ポジションはFW。

## 来歴
2015年にパルチザン・ベオグラードのトップチームに昇格し、プロ契約を締結した後、FKテレオプティクへのローン移籍に合意。プロ1年目は23試合9得点を記録。シーズン終了後にFKラドニク・スルドゥリツァへの完全移籍に合意。2017-18、2018-19シーズンと連続13ゴールを決めた。
2019年7月31日、RCDマヨルカと4年契約を締結。8月16日にはCDヌマンシアへのローン移籍が決定した。
2020年9月21日、2020-21シーズンはCDカステリョンにレンタルされることが決まった。

## 代表経歴
2014年から、各ユース世代のセルビア代表に招集されている。